# Тюриково (Верещагинский район)
Тюриково — деревня в Верещагинском районе Пермского края. Входит в состав Бородульского сельского поселения.

## Географическое положение
Деревня расположена в верхнем течении реки Нытва, примерно в 3 км к юго-востоку от административного центра поселения, деревни Бородули, и примерно в 8 км от города Верещагино.

## Население
| 2010 |
| ---- |
| 170  |

## Топографические карты
- Лист карты O-40-62 Верещагино. Масштаб: 1 : 100 000. Издание 1962 г.